# Dolce agonia
Dolce agonia est un roman écrit en français par Nancy Huston, romancière et essayiste canadienne anglophone et francophone, publié le 1er mars 2001 aux éditions Actes Sud. Ce roman a obtenu le prix Odyssée en 2002 au Québec.

## Résumé
Dolce agonia est l'histoire d'une soirée de Thanksgiving chez Sean Farrell, un écrivain irlandais sombre et alcoolique, qui réunit autour de lui alors qu'il se sait malade d'un cancer, une dizaine d'amis et amantes qui comptent dans sa vie. Les histoires immédiates et les récits intérieurs s'entrecoupent pour livrer en contrepoint le regard de chaque invité sur la soirée. Leurs destins individuels sont placés en entame de chapitre, par l'utilisation d'un Dieu, narrateur de la future mort de chacun, justifiant le titre de l'œuvre et le temps qui reste à vivre, espérer et aimer avant de mourir.

## Analyse
Le roman reprend deux personnages principaux du roman La Virevolte publié en 1994, Rachel et Derek, ainsi que Sean qui devient le personnage central de Dolce agonia, pour raconter un moment symbolique de la société américaine où les notions de famille, de reconnaissance et de souvenir sont rituellement célébrées. Nancy Huston utilise systématiquement en début de chaque chapitre un monologue explicatif d'un Dieu imaginaire, qui va situer précisément pour le lecteur le moment et les conditions de la mort des convives. Cette technique renforce la précarité des propos tenus par les personnages et éclaire souvent avec ironie les récits de leurs propres vies en mettant en évidence sa fragilité.

## Adaptation
Le roman est adapté au théâtre par Ginette Éthier et Thérèse Lamartine dans une mise en scène de Pierre A. Valiquette en avril 2013 à Montréal.

## Éditions
- Actes Sud, coll. « Un endroit où aller », 2001,  (ISBN 978-2742731671)
- Actes Sud, coll. Babel no 548, 2002  (ISBN 978-2742739318)
- J'ai lu, no 6934, 2004,  (ISBN 978-2290037560)
- (en) Dolce Agonia, trad. Nancy Huston, éditions Vintage, 2002,  (ISBN 978-0099429630)